# Amstrdm (Live)
Amstrdm (Live) è il secondo EP ed il primo lavoro live del cantante danese Mads Langer pubblicato dalla Sony Music Entertainment Sweden il 22 luglio 2011.

## Tracce
Le tracce sono 5, tutte registrate dal vivo in occasione del concerto del cantautore ad Amsterdam:
1. The river has run wild - 5:18
2. Microscope - 3:25
3. Death has fallen in love - 3:51
4. Riding elevators - 3:59
5. Fact-Fiction - 6:07